# Ken Aston
Kenneth George Aston (n. 1 septembrie 1915, Colchester, Anglia, Regatul Unit al Marii Britanii și Irlandei – d. 23 octombrie 2001, Londra, Anglia, Regatul Unit) a fost arbitru de fotbal englez.

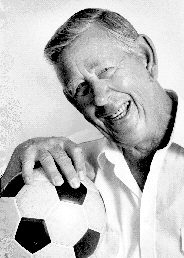
Ken Aston

Lui i se datorează multe îmbunătățiri în arbitrajul fotbalului. În viața de toate zilele a fost învățător și militar în armata britanică. A terminat cursul de arbitri în 1936 și a făcut cariera în diviziile inferioare devenind arbitru de tușă în stagiunea 1949-50 pentru compionatele ce corespund seriilor noastre „B” și „C”.
Totuși, în cronologia sa biografică, mai înainte de a fi arbitru, a fost militar de carieră. În timpul celui de-al II-lea război mondial a fost respins de Royal Air Force din cauza unei acnee, a fost însă acceptat de artileria regală mai înainte de a se transfera la regimentul militar staționar în India, pe atunci sub controlul Coroanei engleze.
În 1946, la întoarcerea în patrie a fost primul arbitru federal, care a îmbrăcat ținuta „negru-alb”, care a devenit repede ținuta standard a arbitrilor. Următorul an tot el a fost acela care a introdus fanioanele albe pentru arbitri de tușă. În 1953 a devenit învățător  (profesor) la Newbury Park School îmbunătăținduși stilul până ce a ajuns să arbitreze partide de cel mai înalt nivel.
A arbitrat finala Campionatului European al Națiunilor din 1960, chiar dacă numele lui a rămas tot la fel de apăsat scris și pe paginile cele mai negre ale arbitrajului în fotbal: mai întâi pentru partida cunoscută sub numele de „Bătălia de la Santiago”, din 1962 dintr Cile și Italia, unde – după aprecierea unanimă – a fost prima mostră de arbitraj tern în evidentă rea-credință.
De atunci Aston n-a mai arbitrat partide la acest nivel, din cauza unei entorse la „călcâiul lui Ahile”. A fost însă chemat să fie membru al diferitelor comisii ale FIFA, pe care a prezidat-o 4 ani. A fost responsabil de toți arbitri din cupele lumii din anii 1966, 1970 și 1974.
La mondialele engleze din 1966, la partida dintre Anglia – Argentina, s-a produs un fapt curios:  un jucător s-a prefăcut că nu înțelege sau chiar n-a înțeles că este eliminat din teren și a continuat să joace. Acest fapt a trezit în Aston dorința de a găsi o modalitate de exprimare de așa manieră încât astfel de episoade să nu se mai repete. Aston povestea mai târziu că "flash"-ul i-a venit la un semafor: nevoit fiind să aștepte schimbarea culorii i-a venit ideea de a confecționa cartonașul galben pentru avertisment și cartonașul roșu pentru eliminare. În 1966 Aston a introdus și practica de a desemna un arbitru substitut care să poată lua locul arbitrului oficial în cazul unei absențe neprevăzut (pe motive bine întemeiate) a oficialului. (pratică, care s-a dezvoltat și s-a cristalizat în așa-zisul "Al patrulea om"). A propus și să se indice precis în „Regulamentul de fotbal” presiune atmosferică pe care trebuie să o aibă mingea. În 1974 a introdus tabele de schimbare a jucătorilor care să permită atât jucătorilor cât și arbitrului să înțeleagă mai repede cine sunt jucătorii în cauză.
Aston a devenit apoi membru al Football Association și maestrul director al „American Youth Soccer Organisation”. În 1997 a fost numit Membru al Ordinului Imperiului Britanic pentru serviciile sale aduse fotbalului în Statele Unite.